# Şanlıurfaspor
El  Şanlıurfaspor SK es un club de fútbol de Turquía, de la ciudad de Şanlıurfa. Fue fundado en 1969 y juega en la TFF Segunda División, la tercera categoría de fútbol del país.